# ГЕС Tuōhǎi
ГЕС Tuōhǎi (托海水电站) — гідроелектростанція на північному заході Китаю в провінції Сіньцзян. Знаходячись після ГЕС Wēnquán, становить нижній ступінь каскаду на річці Каш, правій притоці Ілі (басейн безсточного озера Балхаш). 
В межах проекту річку перекрили бетонною арковою греблею висотою 55 метрів, довжиною 179 метрів та шириною від 4 (по гребеню) до 14 (по основі) метрів. Вона утримує водосховище з об’ємом 100 млн м3 (корисний об'єм 17,5 млн м3) та припустимим коливанням рівня поверхні у операційному режимі між позначками 860 та 865 метрів НРМ. 
Зі сховища через прокладений у лівобережному масиві тунель ресурс подається до розташованого за 0,35 км наземного машинного залу (відстань між ним та греблею по руслу річки становить 1,3 км). Основне обладнання станції складається з чотирьох турбіни типу Френсіс потужністю по 12,5 МВт. 
Видача продукції відбувається по ЛЕП, розрахованій на роботу під напругою 110 кВ.